# アレイナ・バーグスマ
アレイナ・バーグスマ（Alaina Bergsma Coble、1990年3月30日 - ）は、アメリカ合衆国の元女子バレーボール選手である。

## 来歴
アリゾナ州チャンドラー出身。オレゴン大学に入学すると、オールウエストコーストカンファレンスチームに選出され、同時にフレッシュマンオブザイヤーに選出されている。以降2011年オールアメリカンサードチーム選出、2012年AVCAナショナルプレイヤー、AVCAオールアメリカンファーストチームなど多数の賞を獲得した。
2014年、フィリピン・バレーボールスーパーリーガグランプリでファイナルMVPに耀いている。
2016年4月にアナハイムで行われた韓国Vリーグのトライアウトに参加した。この時点では指名されなかったが、KGC人参公社が指名したサマンサ・ミドルボーンが妊娠により出場できなくなると、その代替選手としてKGC人参公社に入団した。KGCは近年リーグ下位に沈むことが多かったが、バーグスマはすぐに馴染んでチームを牽引した。チームはレギュラーシーズンで3位に食い込み、プレーオフに進出する健闘をみせ、自らもレギュラーシーズン第4ラウンドMVP及び第6ラウンドMVPに耀いた。2017年も韓国Vリーグのトライアウトに参加して、KGCと再契約した。

## 人物
バーグスマはオレゴン大学でスポーツビジネスを専攻した。バスケットボール選手であるケヴィン・コブルと結婚している。2012年にはミス・オレゴンUSA（英語版）に選出されている。

## 所属チーム
- オレゴン大学（2009-2012年）
- Mets de Guaynabo（2013年）
- Minas Tenis Clube（2013-2014年）
- Petron Tri-Activ Spikers（2014-2015年）
- Gigantes de Carolina（2015年）
- シュプリーム・チョンブリーVC（2015年）
- 雲南（2015-2016年）
- Gresik Petrokimia（2016年）
- KGC人参公社（2016-2019年）

## 受賞歴

### 大学
- 2009年 All-West Coast Conference Team
- 2009年 WCC Freshman of the Year
- 2010年 All-Pac-10 Honorable Mention
- 2011年 AVCA Third-Team All-American
- 2012年 AVCA National Player of the Year
- 2012年 Pac-12 Player of the Year
- 2012年 AVCA First-Team All-American
- 2012年 Capital One Third-Team Academic All-American

### プロ
- 2014年 - フィリピン・バレーボールスーパーリーガ ファイナルMVP
- 2017年 - 韓国Vリーグ レギュラーラウンド 第4ラウンド・第6ラウンド MVP